# Rogojina, Argeș
Rogojina este un sat în comuna Budeasa din județul Argeș, Muntenia, România.